# Leucania obsoleta
Leucania obsoleta là một loài bướm đêm trong họ Noctuidae.

## Hình ảnh

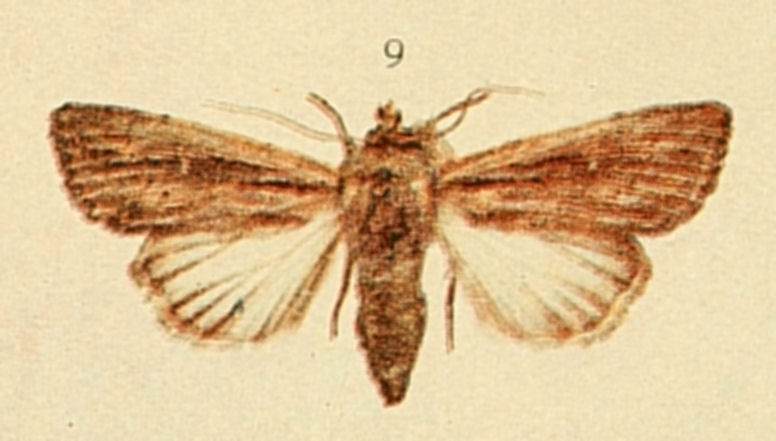
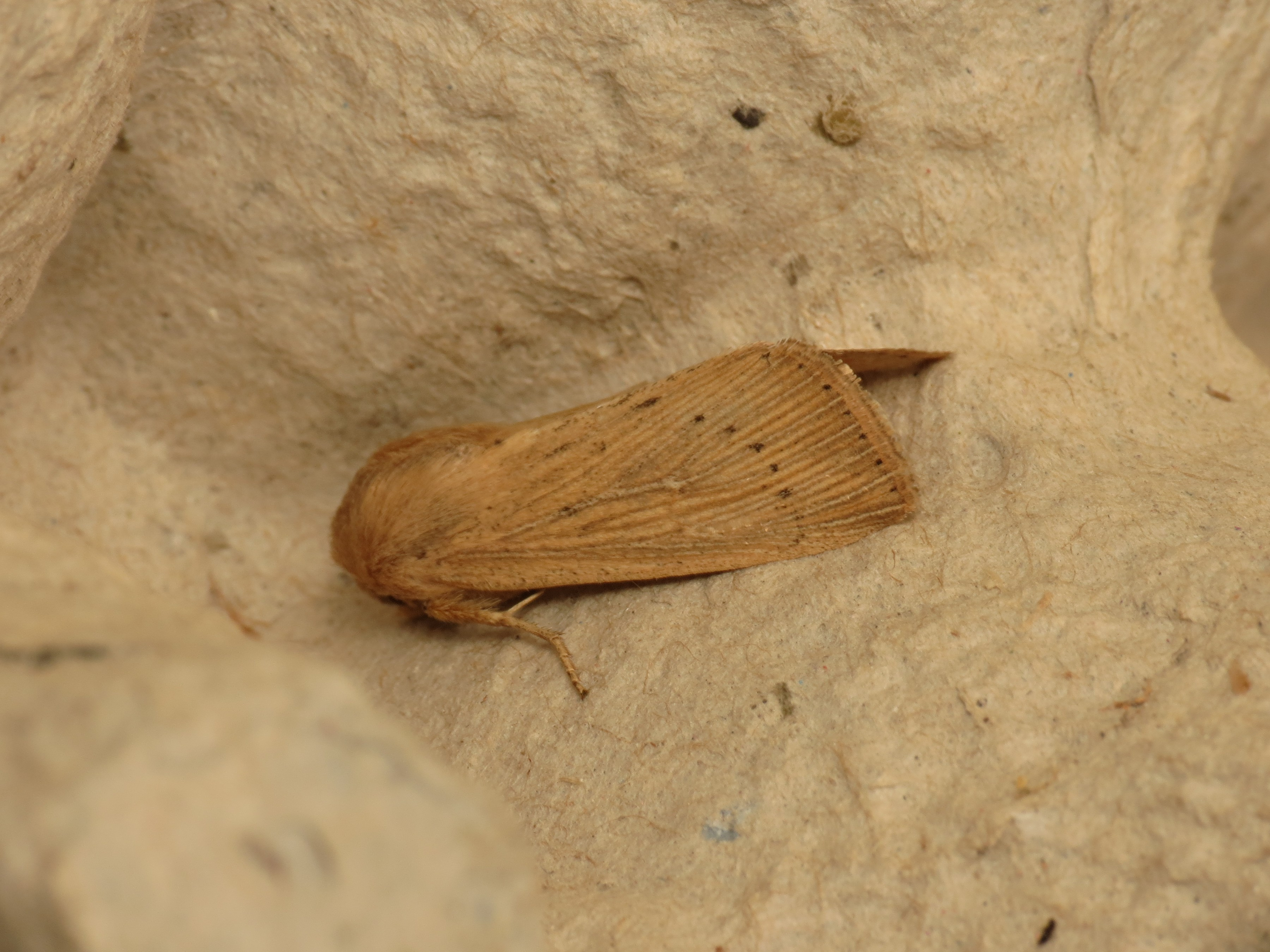
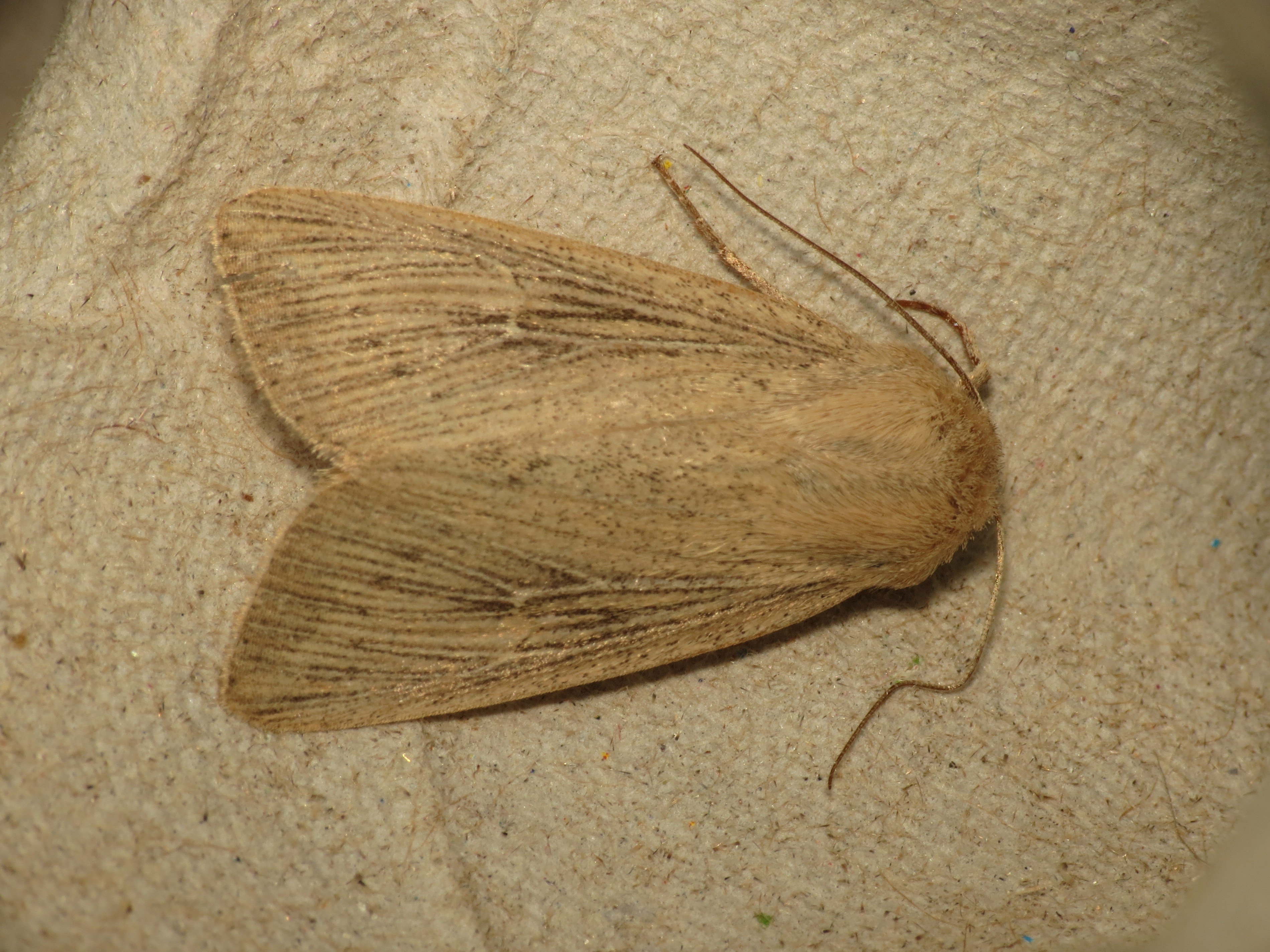
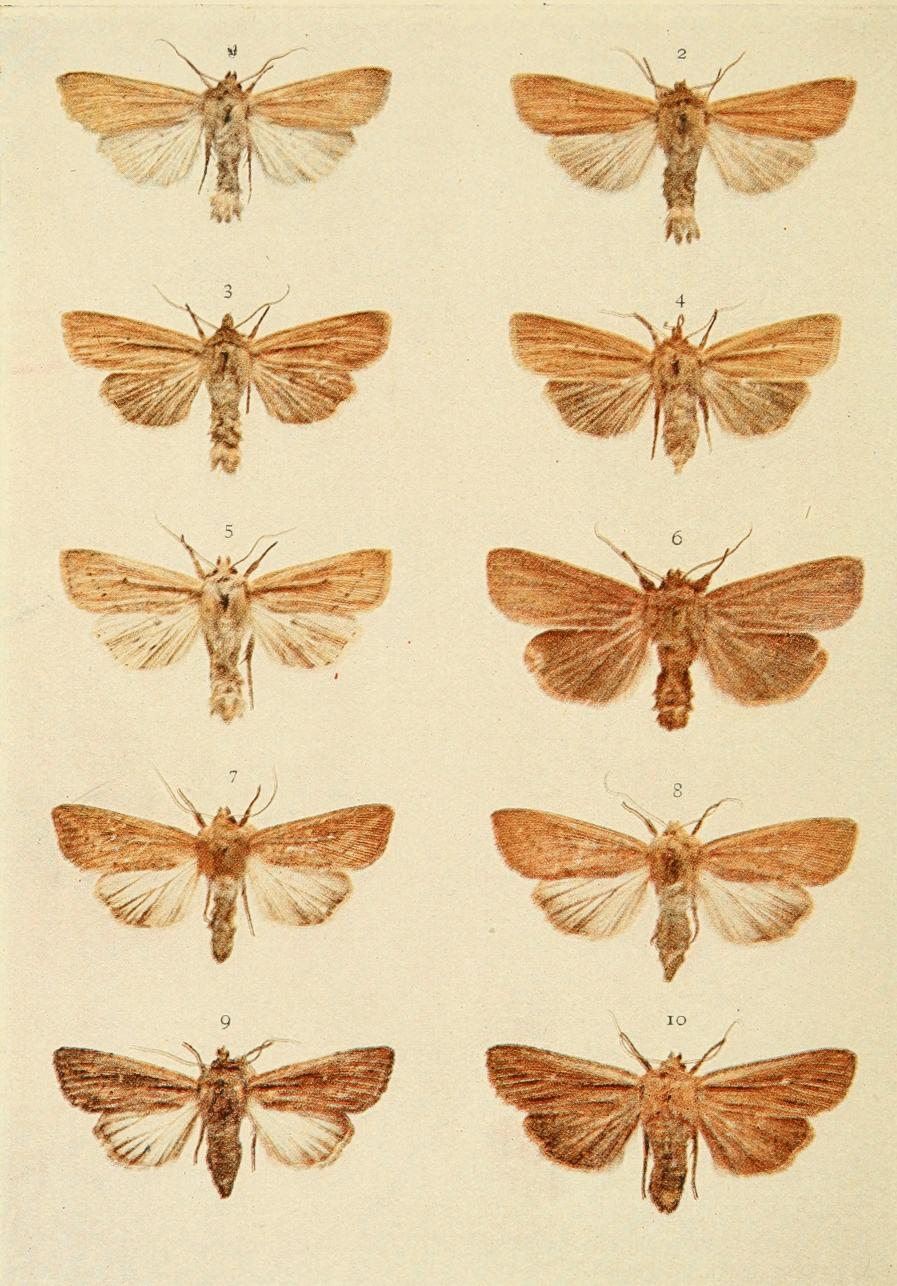